# Frère lai
 (décembre 2022).

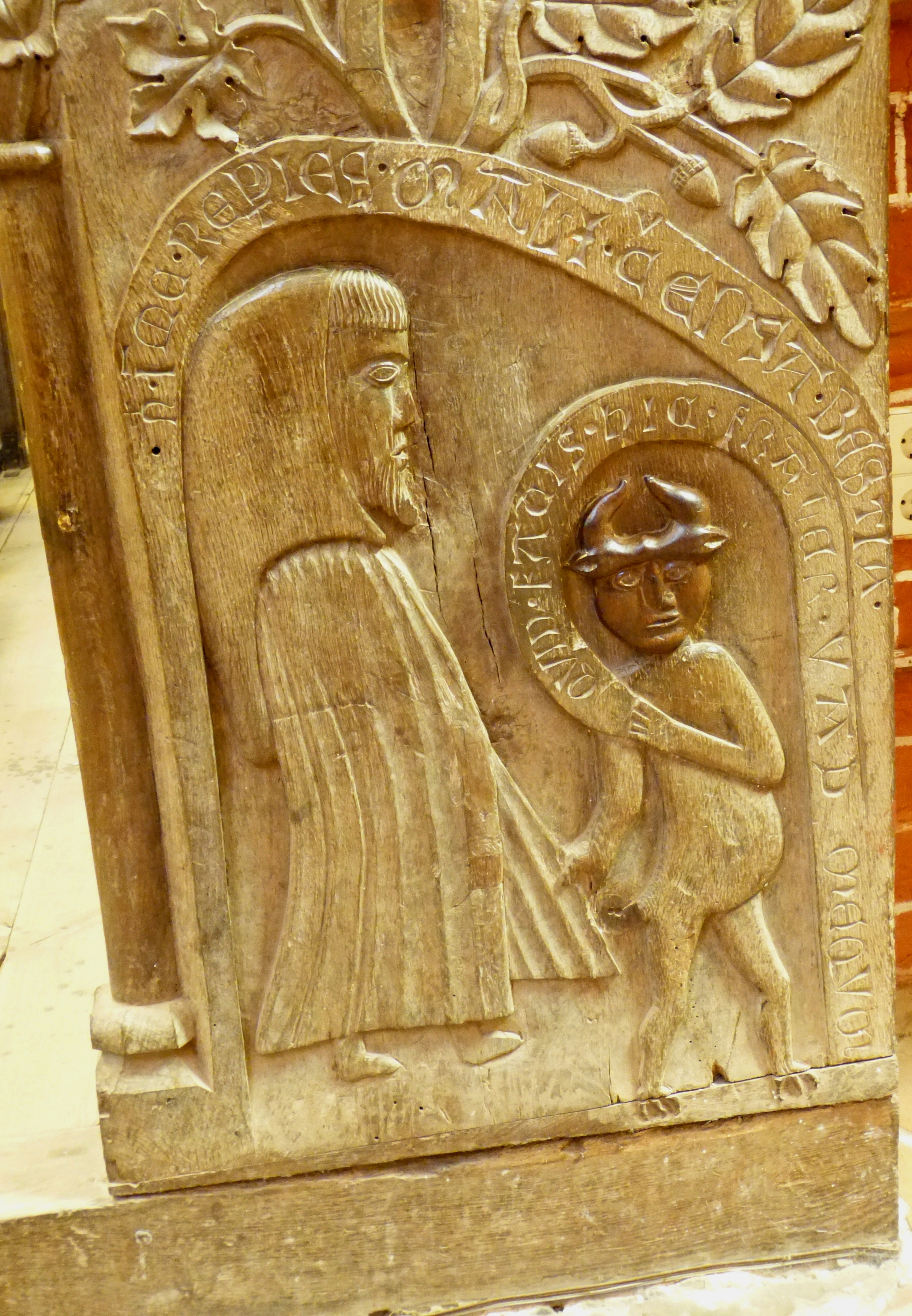
Miséricorde (1280), bas-relief d'une stalle du chœur de l'église abbatiale de Doberan : tentation d'un frère lai par le Malin.

Dans l'usage courant, les frères lais ou sœurs laies (d'abord appelés convers, converses) sont des laïcs liés à des ordres religieux catholiques dans lesquels ils sont chargés principalement des travaux agricoles et manuels, et des affaires séculières d'un monastère, par opposition aux moines de chœur affectés aux tâches spirituelles. Les frères lais ont été connus, en divers lieux et à différentes époques, sous les noms de fratres conversi, laici barbati (laïcs tonsurés mais barbus, alors que les moines sont des clercs tonsurés mais sans barbe), illiterati ou encore idiotæ. Bien que membres de leurs ordres respectifs, ils forment une catégorie séparée des moines de chœur, qui se consacrent principalement à l'Opus Dei — « l'œuvre de Dieu » — à l'étude et, parfois, à l'écriture. 

## Origine
L'origine des frères est discutée. On entend parler d’eux pour la première fois au XIe siècle et Mabillon leur donne comme fondateur saint Jean Gualbert à Vallombrosa, vers 1038. Au début, on emploie pour eux le terme de conversi dans une biographie de ce fondateur, écrit par le bienheureux Andrea Strumensis à la fin du XIe siècle. Il semble certain, cependant, qu'ils ont été institués avant la fondation de Vallombrosa.
Chez les Camaldules, saint Pierre Damien indique que des domestiques, religieux eux aussi, occupaient une place à part pour se charger du travail manuel à Fonte Avellana, qui avait été fondé en l’an 1000. De même, au Sacro Eremo à Camaldoli, fondé environ vingt ans plus tard, il est certain qu’il y avait des frères bien distincts des ermites et qui se consacraient entièrement aux besoins matériels de la communauté.
C’est une distinction qui n’existait pas dans le monachisme occidental primitif. La majorité des moines de saint Benoît n'étaient pas des prêtres et, en raison de la règle, tous étaient astreints au travail manuel. Le mot conversi désignait seulement les vocations tardives, ce qui les distinguait des oblati et des nutriti. Mais, vers le début du XIe siècle, le temps consacré à l’étude avait beaucoup augmenté, et une plus grande proportion des moines avaient été ordonnés, même si un grand nombre de personnes illettrées avaient embrassé la vie religieuse. Très tôt, des hommes instruits et connaissant bien le latin choisirent de devenir convers.

## La généralisation de l'ordre
À la même époque, on jugea nécessaire de régulariser la position des famuli, les domestiques rétribués du monastère et d'inclure certains d'entre eux dans la famille monastique. C'est ainsi qu'en Italie des frères lais furent institués ; et nous trouvons des tentatives analogues dans l'organisation de l'abbaye Saint-Bénigne à Dijon, sous Guillaume de Dijon (mort en 1031) et Richard de Verdun (mort en 1046), tandis qu'à Hirschau l'abbé Guillaume (mort en 1091) institua une règle spéciale pour les fratres barbati et les exteriores.

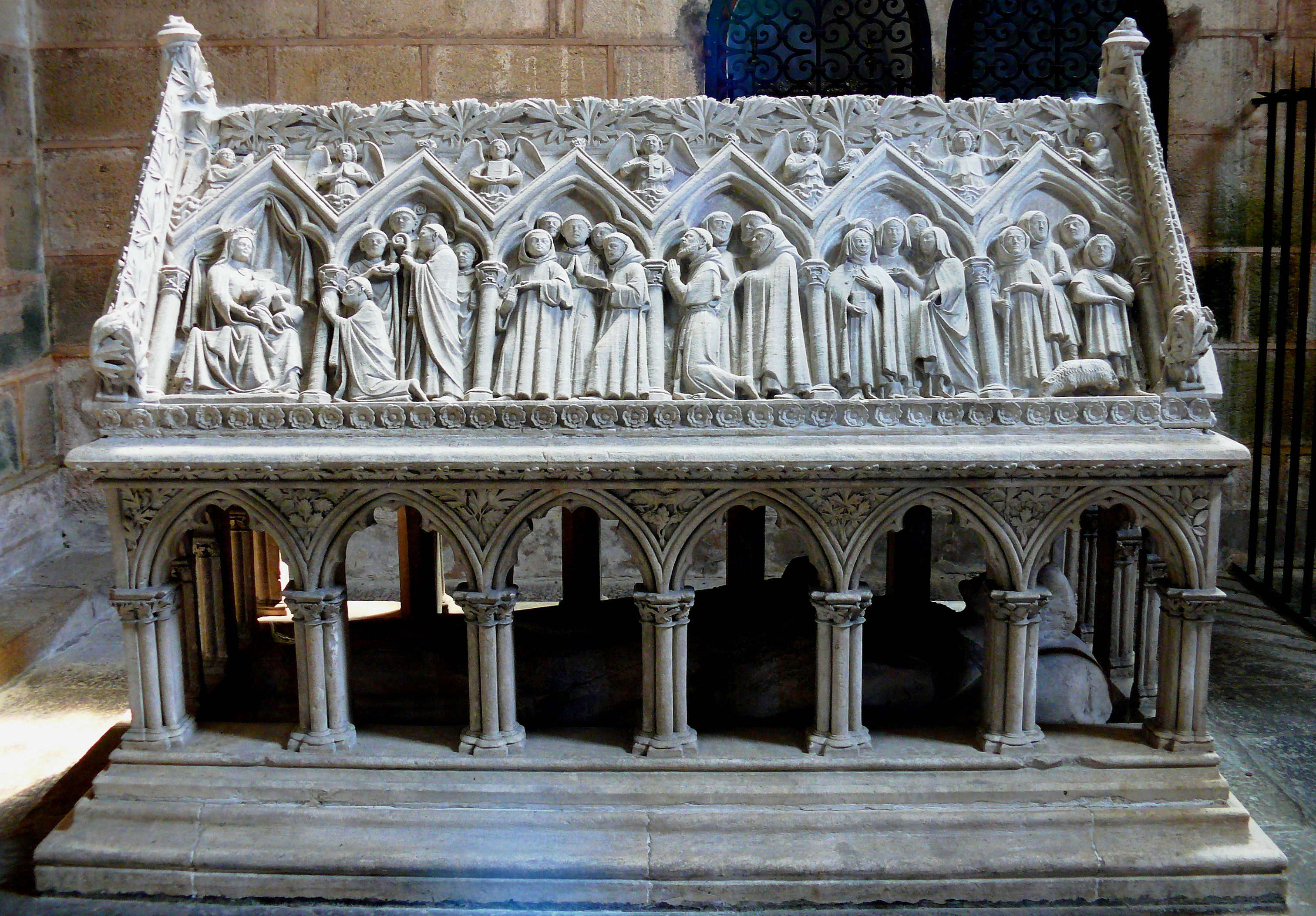
Tombeau de saint Étienne d'Obazine (v. 1260). Sur le versant nord du toît, cinq groupes de personnages s'avancent vers la Vierge à l'Enfant, notamment les frères convers (barbus).

À Cluny, la plus grande partie du travail manuel était abandonnée à des serviteurs payés, tandis que les chartreux, les cisterciens, les religieux de l'ordre de Grandmont et les ordres religieux les plus importants avaient des frères lais auxquels on confiait les soucis matériels. À Grandmont, en effet, les frères en étaient venus à contrôler complètement les biens de l'Ordre, ce qui conduisit à de graves désordres et finalement à sa ruine ; mais les règlements plus sages des cisterciens les prémunirent contre ce danger et ils devinrent le modèle pour les ordres qui se fondèrent par la suite.
En Angleterre, selon quelques auteurs, « les Moines Noirs » (Bénédictins) n'ont utilisé que peu les frères lais, trouvant plus pratique d'avoir recours à des serviteurs rétribués. Aussi le père Taunton affirme-t-il qu'« à cette époque dans les monastères bénédictins d'Angleterre on ne comptait aucun frère lai ». Au contraire, cependant, ils sont mentionnés dans les coutumiers de l'abbaye Saint-Augustin de Cantorbéry et de l'abbaye Saint-Pierre à Westminster.

## La vie d'un frère lai
Les frères lais sont souvent des personnes pieuses et qui travaillent dur, issues d'ordinaire des classes laborieuses. Incapables d'atteindre le niveau d'études nécessaire pour accéder aux ordres sacrés, elles ne s'en sentent pas moins attirées par la vie religieuse et sont capables d'apporter leur contribution à leur maison ou à leur ordre. Elles s'acquittent surtout de tâches domestiques ou agricoles, excellent dans des travaux d'artisanat où il faut de l'habileté, et quelquefois sont des administrateurs efficaces. On estime, par exemple, que les frères lais cisterciens ont été un des grands facteurs de réussite de l'Ordre dans l'agriculture à l'époque moderne comme au Moyen Âge.
D'ordinaire les frères lais se distinguent de leurs frères par une différence quelconque dans leur costume : par exemple, chez les cisterciens le frère lai porte une tunique brune et non blanche, avec un scapulaire noir ; dans le chœur ils portent un grand manteau à la place d'un capuchon ; les frères lais vallombrosains portaient un chapeau au lieu d'un capuchon et leur habit était plus court ; en Angleterre les frères lais bénédictins portent un capuchon d'une forme différente de celui des moines de chœur ; un frère lai dominicain porte un scapulaire noir et non blanc. Dans quelques ordres on exige qu'ils récitent chaque jour le petit office de Notre-Dame, mais d'habitude leur office consiste en un certain nombre de Pater, d’Ave et de Gloria. Partout où ils se trouvent en nombre, ils possèdent leurs propres quartiers à l'intérieur du couvent ; le domus conversorum occupe souvent une place considérable dans beaucoup de ruines de monastères anglais.

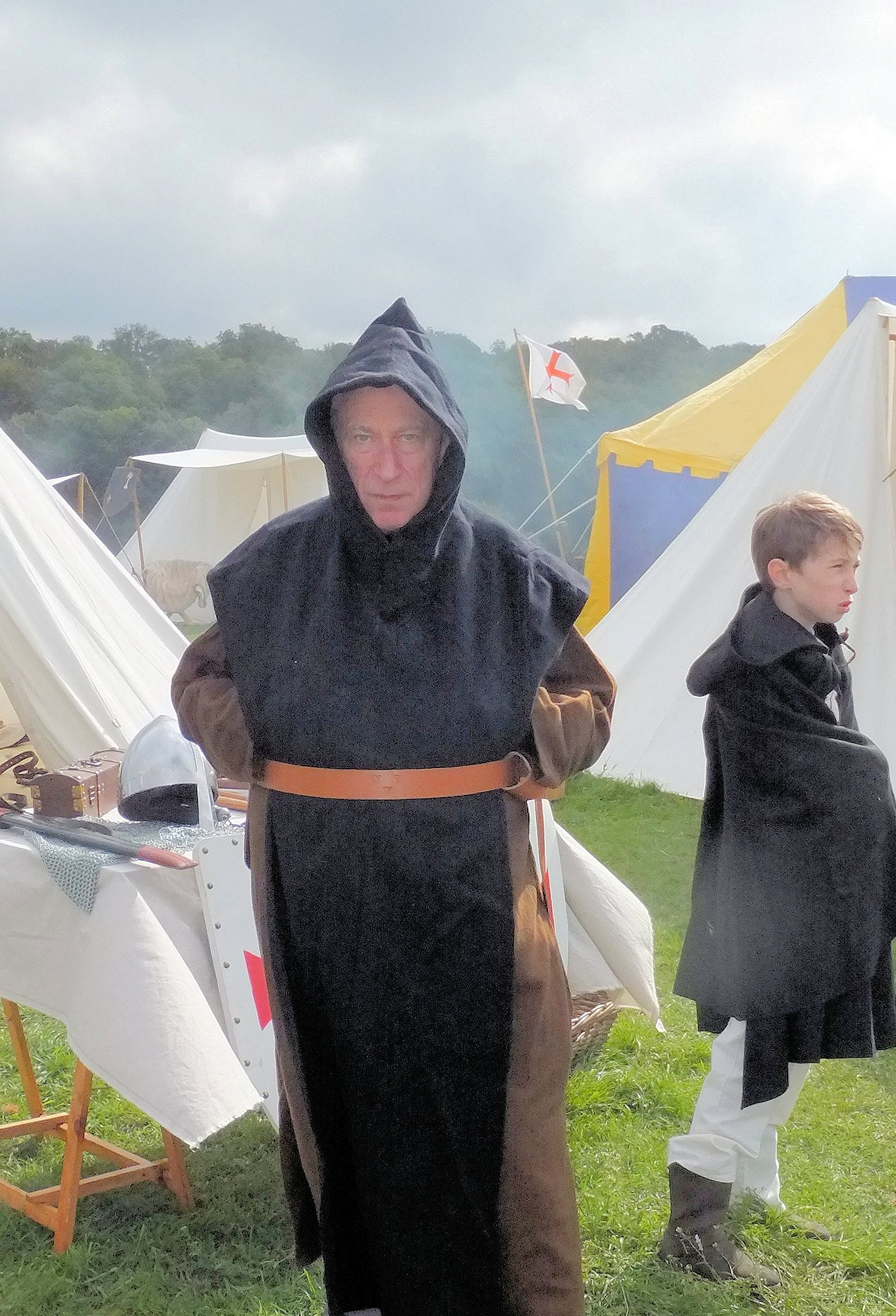
Frère lai ou convers cistercien.

## Les sœurs laies
On trouve des sœurs laies (ou converses) dans la plupart des ordres féminins et leur origine, comme celle des frères lais, vient de la nécessité dès le début de donner aux nonnes de chœur davantage de temps pour l'office et l'étude et pour permettre à celles qui n'ont pas fait d'études d'embrasser la vie religieuse. Elles aussi se distinguent des sœurs de chœur par l'habit, et leur office se réduit au petit office de Notre-Dame avec un certain nombre de pater, etc. Leur institution semble antérieure à celle des frères lais, car on les mentionne dans une vie de saint Denis écrite au IXe siècle. Au haut Moyen Âge, des frères lais furent parfois attachés à des couvents de femmes, et de sœurs laies à des monastères. Les deux sexes étant logés dans des bâtiments distincts. Cette organisation a été abolie.

## Aujourd'hui
Parmi les divers ordres enseignants, la majorité des communautés masculines ne comprend que des laïcs et est ainsi constituée de frères, au sens le plus général du mot. Alors qu'ils ne font pas partie du clergé, à la différence de ceux de cette catégorie qui sont dans la vie monastique, la plupart ont fait de grandes études et sont des professionnels ; il n'est pas rare qu'ils possèdent des diplômes universitaires.
Parmi les changements demandés par Vatican II figure l'incitation faite à tous les ordres religieux de réexaminer et de revoir leurs constitutions et statuts. C'est pourquoi la plupart des distinctions que l'on vient de signaler, tant celles qui touchent au costume qu'au régime spirituel, ont été abolies ou atténuées. Tandis que certains continuent à porter le nom de « frères », tous les membres d'un ordre religieux jouissent désormais de droits égaux et portent généralement le même habit.

## Source
- (en) Cet article est partiellement ou en totalité issu de l’article de Wikipédia en anglais intitulé « Lay brother » (voir la liste des auteurs).